# Monastero di San Vittore al Corpo
Il monastero di San Vittore al Corpo fu un antico monastero benedettino, poi olivetano, di Milano; il complesso ha conosciuto fasi alterne fino alla distruzione durante la seconda guerra mondiale e alla successiva ricostruzione come sede del Museo nazionale della scienza e della tecnologia Leonardo da Vinci.

## Storia
Il monastero sorge accanto alla basilica di San Vittore al Corpo, detta anche Basilica porziana, forse costruita da Porzio, figlio del nobile Filippo Oldano, in epoca paleocristiana. I primi ad abitare il monastero furono i monaci benedettini, intorno all'anno mille; il periodo benedettino costituisce il culmine della sua fortuna che dura fino all'epoca dei Visconti e degli Sforza (XV sec). Il monastero e la chiesa passano poi agli Olivetani intorno al XVI secolo che decidono subito di ampliare gli ambienti distruggendo quelli preesistenti. I lavori si susseguono nel Settecento riprendendo il grandioso piano di ricostruzione. I monaci olivetani vi restano fino al XIX secolo. Il decreto di Napoleone dell'8 giugno 1805 decreta la fine del monastero. 
Dapprima diventa un ospedale militare, poi una caserma. All'esercito francese subentra poi quello austriaco e infine quello italiano. La caserma, intitolata al generale Giovanni Villata, viene devastata dai bombardamenti dell'agosto 1943 che distruggono gran parte dell'ex monastero. Questo rimane in stato di abbandono fino al 1949 quando viene deciso di destinare i chiostri di san Vittore al Museo della scienza e della tecnica.

## Descrizione
L'edificio visitabile oggi è la ricostruzione che fecero gli architetti Ferdinando Reggiori e Piero Portaluppi alla fine della seconda guerra mondiale. È costituito da due chiostri coperti circondati da portici sostenuti da colonne e pilastri. Tra gli ambienti più rilevanti la sala del Cenacolo, sontuosamente affrescata, che era anticamente destinata a refettorio; al piano superiore la Sala delle colonne, un tempo biblioteca del monastero; e la lunga galleria che ospita tutto il materiale scientifico legato a Leonardo da Vinci.

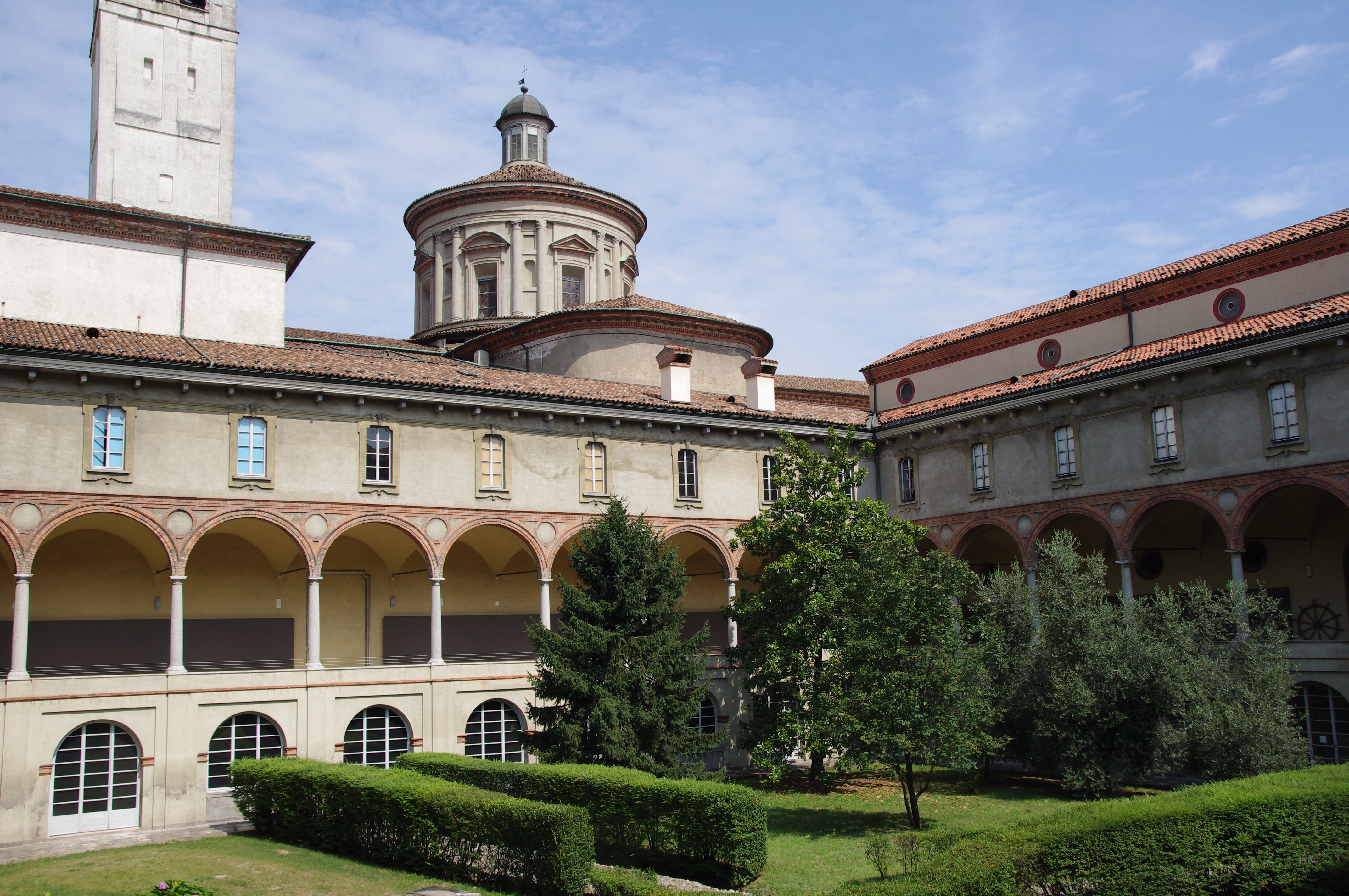
Uno dei due chiostri
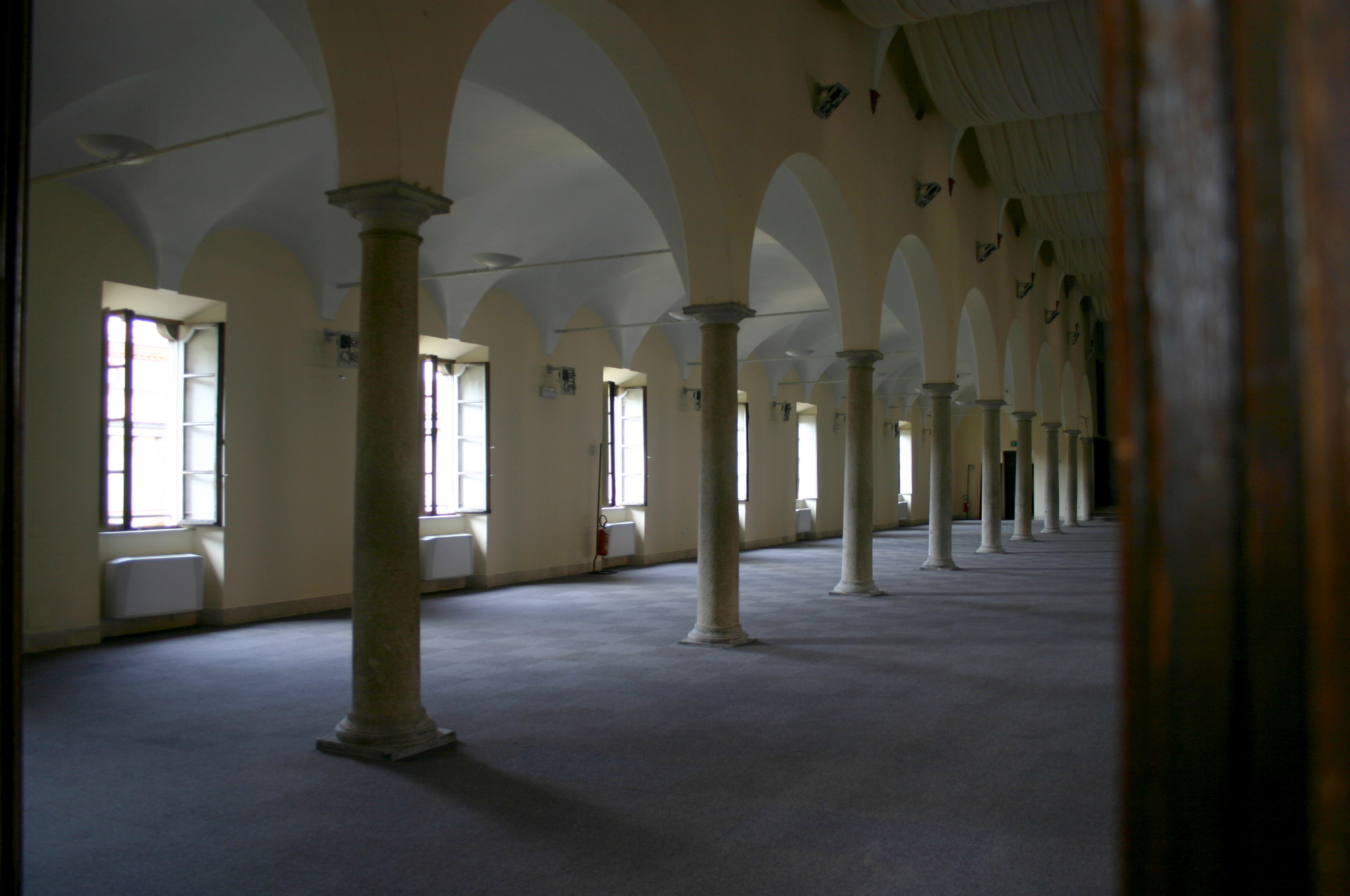
Sala delle colonne, un tempo biblioteca
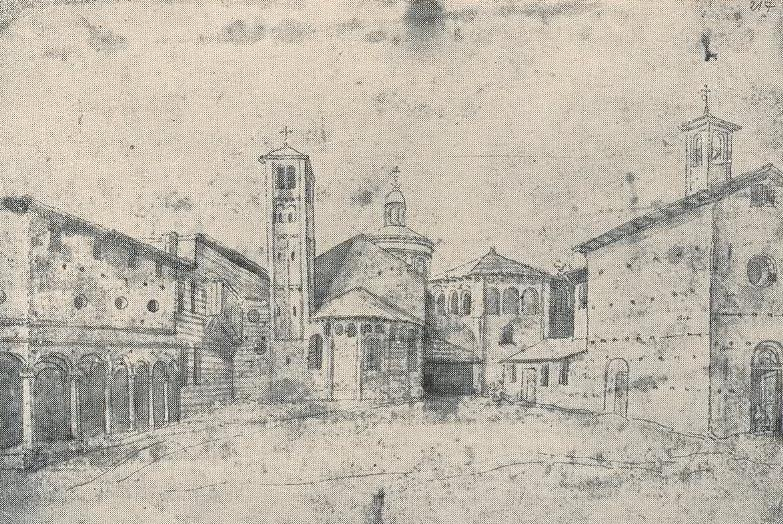
Disegno col vecchio complesso di San Vittore al Corpo, col monastero e la zona absidale della chiesa (Anonimo olandese del XVI secolo)
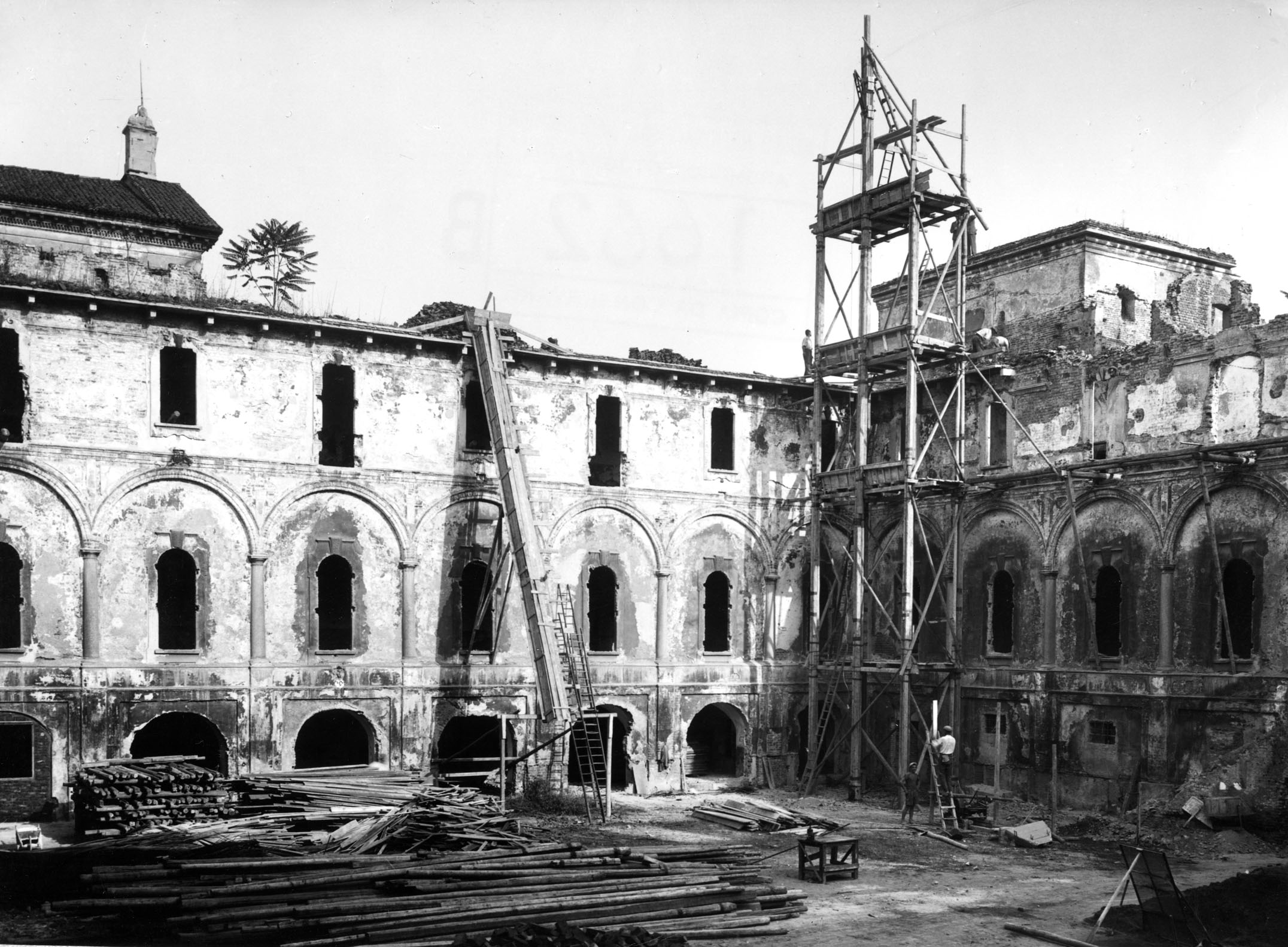
Il primo chiostro del monastero di San Vittore al Corpo durante i lavori di ricostruzione come sede del Museo della scienza e della tecnica (1952)